# Zákon o práci s dětmi a mládeží
Zákon o práci s dětmi a mládeží, Zákon o podpoře práce s dětmi a mládeží, Zákon o úpravě podmínek státní podpory v oblasti práce s dětmi a mládeží v jejich volném čase, Zákon o práci s dětmi, Zákon o práci s mládeží nebo Zákon o mládeži jsou oficiální i pracovní názvy různých variant navrhovaného zákona České republiky, který měl buď regulovat mimoškolní práci s dětmi a mládeží (stanovit podmínky pro její výkon), nebo stanovit podmínky pro její podporu státem a jinými veřejnými subjekty. V některých verzích návrhů je okrajově kladen důraz i na participaci dětí a mládeže na společenském dění v duchu Úmluvy o právech dítěte a mezinárodní styky dětí a mládeže.
Mezi liberály je častější odmítání takového zákona, jeho zastánci jsou spíše levicově zaměření. Příprava zákona byla aktuální zejména v letech 1999–2006, od roku 2007 tento záměr není aktuální.

## Historie přípravy zákona
První pokusy v Československu komplexně problematiku upravit zákonem o mládeži se datují rokem 1986.
Dva návrhy po roce 1990 byly odmítnuty v Legislativní radě vlády ČSFR.
V roce 1996 ministr školství, mládeže a tělovýchovy již samostatné České republiky Ivan Pilip veřejně slíbil předložit vládě podobný zákon.
Usnesením vlády ze dne 6. ledna 1999 č. 1 ke Koncepci státní politiky ve vztahu k mladé generaci bylo Ministerstvu školství, mládeže a tělovýchovy uloženo zpracovat zákon, který se bude zabývat problematikou dětí a mládeže.
Věcný záměr Zákona o podpoře práce s dětmi a mládeží byl schválen usnesením vlády č. 895 dne 12. září 2001, současně vláda uložila MŠMT do 30. dubna 2002 předložit vládě k projednání paragrafové znění tohoto zákona.
V lednu 2002 Ministerstvo školství, mládeže a tělovýchovy rozeslalo k veřejné diskusi paragrafovaný návrh znění návrhu Zákona o práci s dětmi a mládeží. Účinnosti byla navržena od 1. dubna 2003, podmínky pro účast fyzických osob na práci s dětmi od 1. ledna 2005. V roce 2002 se v režii MŠMT konala v souvislosti s přípravou zákona Národní konference o mládeži. V říjnu 2002 byl návrh ve verzi upravené připomínkovým řízením postoupen Legislativní radě vlády.
Legislativní rada vlády návrhu například vytkla, že jeho znění nevylučuje nadbytečnou státní regulaci výchovy v rodině a vzájemné výpomoci rodin či sousedů při trávení času s dětmi a jejich výchově. Vláda v roce 2002 návrh zákona neschválila, protože zejména ministři za Unii svobody, Petr Mareš a Vladimír Mlynář, a zástupci některých sdružení dětí a mládeže jej považovali pro práci s dětmi za příliš svazující. Ministr vnitra Stanislav Gross prosadil omezení požadavků na činnost a zejména finanční účast obcí, krajů a státní správy.
Koncem roku 2003 se v Senátu PČR konalo tzv. Setkání 2003, na němž ředitel odboru pro mládež MŠMT Jindřich Fryč představil aktuální verzi návrhu. Návrh rozlišil mezi pracovníky s dětmi profesionály a dobrovolníky, dobrovolníky pak na soustavné a nahodilé. Zástupce Junáka Tomáš Řehák vystoupil s připomínkou, že není možné na všechny činnosti s dětmi stanovit paušálně tytéž nároky, a zpochybnil také kvalifikační požadavky na lektory (v čemž se k němu připojil zástupce hnutí DUHA). Zároveň Řehák návrhu vytkl, že z něj vypadly různé formy podpory a zůstala jen regulace.
V červnu 2004 obdržela vláda od MŠMT subtilnější návrh s názvem Zákon o úpravě podmínek státní podpory v oblasti práce s dětmi a mládeží v jejich volném čase. Oproti předešlé variantě nespecifikoval konkrétní požadavky na zdravotní způsobilost vedoucího. Vláda v roce 2005 tento návrh zamítla. Předmětem výhrad byl například i požadavek, aby formální školení absolvovali i ti, kteří jsou již léta zkušenými pracovníky s dětmi, ale i nekomplexnost právní úpravy problematiky mládeže ve srovnání s Německem.
V roce 2005 vznikla na MŠMT další verze návrhu, asi o třetinu delší než verze z roku 2004, ale se stejným názvem.
Česká rada dětí a mládeže, která sdružuje nejvýznamnější organizace dětí a mládeže v Česku, vůči zákonu opakovaně kriticky vystupuje. V dubnu 2004 na podnět ústředí Junáka požádala ministryni Buzkovou o stažení návrhu zákona z důvodu věkové hranice vedoucích letních táborů, počtu hodin školení a kontrolních kompetencí České školní inspekce. Ministryně tomuto požadavku vyhověla a materiál stáhla. 28. dubna 2004 se se zástupci ČRDM sešel předseda vlády Vladimír Špidla a přislíbil „podpořit ministryni školství, mládeže a tělovýchovy, aby byla nová verze připravovaného zákona o práci s dětmi a mládeží postavena na pozitivním přístupu a zákon tak skutečně podporoval činnost dobrovolných pracovníků s dětmi a mládeží v mimoškolní výchovné oblasti“.
Při obnoveném projednávání návrhu po úpravě se v Legislativní radě vlády ukázala být problematickými ustanovení o participaci sdružení dětí a mládeže. Pavel Trantina, předseda sdružení, se jednoznačně vyslovoval proti restriktivitě zákona a zasahování do spolčovacího práva občanů. ČRDM kritizovala, že zákon staví na stejnou rovinu dobrovolná sdružení dětí a mládeže s komerčními subjekty, které péči o děti nabízejí jako placenou službu. Trantina stanovisko ČRDM vyjádřil v roce 2005 slovy: „Pokud nakonec nebude zákon o mládeži přijat, nebude nám to vadit. A už vůbec ne, kdyby stát nějakým jiným způsobem deklaroval svůj zájem o podporu dobrovolné práci s dětmi a mládeží.“
Česká sekce DCI (Defence for Children International), mezinárodního sdružení zastánců dětských práv, spjatá v Česku s sdružením Duha, na přijetí zákona zejména kvůli částem umožňujícím participaci dětí a mládeže intenzivně trvá a postoj ČRDM kritizuje.
Částečně mezitím problematiku podpory obecněji upravil nový zákon č. 198/2002 Sb., o dobrovolnické službě. Na kursy ověřující kvalifikaci k práci s dětmi lze vztahovat Zákon o ověřování a uznávání výsledků dalšího vzdělávání, 179/2006 Sb.,který je účinný od srpna 2007.
V roce 2006 byl již speciální zákon regulující volnočasovou práci s dětmi označován jako smetený se stolu.

## Obsah návrhů zákona

### Základní principy
Navrhovaný zákon prohlašuje práci s dětmi a mládeží za veřejně prospěšnou činnost. Za děti považuje fyzické osoby do 18 let věku, za mládež osoby od 18 let do dovršení 26 let věku.
Původní návrh byl restriktivní, zakazoval práci s dětmi a mládeží osobám, které by nesplňovaly stanovené podmínky. Podle novějšího návrhu zákona by splnění těchto podmínek bylo nutné pouze k získání státní nebo veřejné podpory, zatímco bez veřejné podpory by bylo možno pracovat s dětmi a mládeží i bez splnění regulačních podmínek.
Na jednu stranu je zákonná regulace problematická tím, že by podmínky práce s dětmi a mládeží regulovala v jistých ohledech přísněji a centralizovaněji než totalitní nacistický a komunistický režim a odrazovala mnoho dobrovolníků od této činnosti, na druhou stranu je ve společnosti poptávka po ochraně nezodpovědnými pořadateli, pro které je pořádání akcí pro děti prvořadě zdrojem finančního prospěchu nebo jiných vlastních zájmů a kteří přitom nejsou schopni zajistit přiměřenou kvalitu a bezpečnost akcí, například ochranu před úrazy, sociálně patologickými jevy, ekonomickým nebo pohlavním zneužíváním nebo zanedbáváním dětí.

### Povinnosti veřejné správy
Vláda a kraje měly podle návrhu schvalovat koncepci státní politiky ve vztahu k dětem a mládeži na období 4 let. Kraje a obce měly organizačně, finančně i jinak podporovat aktivity dětí a mládeže a práci s dětmi a mládeží. Současně návrh zákona obsahoval kontrolní a sankční kompetence.

### Akreditace organizací
Navrhovaný zákon podmiňuje některé činnosti s dětmi a mládeží (přípravu pracovníků s dětmi a mládeží, pořádání pobytových akcí pro děti a mládež, pořádání programů prevence sociálně patologických jevů) získáním speciálních akreditací podnikatelů, tedy právnických osob a živnostníků. Akreditace mělo udílet MŠMT vždy na dobu tří let, podle novějšího návrhu na dobu pěti let. Regulace tímto zákonem se neměla vztahovat na tu činnost škol a školských zařízení, která se řídí školským zákonem nebo která je hlavním předmětem činnosti těchto subjektů.

### Podmínky pro fyzické osoby
S dětmi a mládeží by podle prvního návrhu mohly pracovat pouze osoby starší 18 let, které doložily lékařským posudkem zdravotní způsobilost, čestným prohlášením bezúhonnost ve vztahu k úmyslným trestným činům a absolvovaly čtyřicetihodinovou přípravu u akreditované osoby. Otázka, zda povinně vyžadovat lékařský posudek a výpis z trestního rejstříku a zda bezúhonnost rozšířit i na nedbalostní trestné činy a i na obviněné, dosud neodsouzené, je předmětem diskusí a změn návrhů. Předmětem diskusí rovněž bylo, zda absolvování speciálního kursu vyžadovat i po pracovnících s pedagogickým vzděláním. Podle původního návrhu by hlavnímu vedoucímu muselo být nejméně 21 let – po protestu České rady dětí a mládeže MŠMT od tohoto požadavku ustoupilo.
Osoba mladší 18 let by mohla pracovat pod přímým vedením dospělé osoby splňující předpoklady a za podmínky, že je takovou dospělou osobou vyškolená a poučená.
Podle jedné z verzí návrhu by za zdravotně způsobilého by mohl lékař uznat jen takového člověka, jenž netrpí žádnou závažnou duševní poruchou či poruchou chování, závislostí na drogách nebo herních automatech a není bacilonosičem nebo netrpí nějakým jiným závažným onemocněním, kterým by mohl ohrožovat své svěřence. Z další verze návrhu byla tato specifikace vypuštěna.

## Dosavadní podpora práce s dětmi a mládeží
V dubnu 2003 přijala vláda České republiky Koncepci státní politiky pro oblast dětí a mládeže do roku 2007.
V současné době se v Česku speciální programy státní podpory vztahují zejména na nestátní neziskové organizace. Vycházejí přitom ze Zákona o rozpočtových pravidlech (218/2000 Sb.), z usnesení vlády č. 114 ze 7. února 2001 (Zásady vlády pro poskytování dotací ze státního rozpočtu České republiky nestátním neziskovým organizacím ústředními orgány státní správy] a usnesení vlády č. 1 ze 6. ledna 1999 (Koncepce státní politiky ve vztahu k mladé generaci) a z Bílé knihy o mládeži, přijaté Evropskou komisí.
O podporu se mohou ucházet subjekty, které byly zřízeny jako občanské sdružení (zák. 83/1990 Sb.), jako obecně prospěšná společnost (248/1995 Sb.) nebo jako církev nebo náboženská společnost (3/2002 Sb.). Přitom musí být „NNO dětí a mládeže“ (členskou základnu tvoří dlouhodobě ze 2/3 členové do 26 let) a zároveň (popřípadě „nebo“, formulace je nejasná) „NNO pracující s dětmi a mládeží“ a pro státní podporu splňovat další podmínky posuzující význam organizace (podpora malých organizací přísluší krajům a obcím).
Ze státního rozpočtu je na tuto podporu dáváno kolem 170 až 200 milionů korun ročně, z čehož je uspokojováno kolem 20 % potřeb organizací pracujících s dětmi, což s přihlédnutím k projektům, které nesplňují podmínky, znamená 40–50% uspokojení žádostí splňujících všechny podmínky. (Údaje z let 2003–2005.)

## Participace dětí a mládeže
V rámci participace dětí a mládeže na politickém a společenském dění v duchu Úmluvy o právech dítěte se objevovaly návrhy na legislativní legitimizaci a akceptaci žákovských a studentských samospráv a soustavy parlamentů dětí a mládeže, jež se v Česku již řadu let rozvíjejí. Návrhy zákona z MŠMT však žádnou konkrétní úpravu v tomto směru nezaváděly, obsahovaly pouze obecnou povinnost obcí a krajů.
Chybějící legislativu a porušování Úmluvy o právech dítěte opakovaně kritizoval Výbor OSN pro práva dítěte. Jeho doporučení české vládě (například z ledna 2003) nebyla údajně zveřejněna.

## Úprava v jiných zemích
Podle důvodové zprávy MŠMT k návrhu českého zákona nemá Evropské společenství žádný závazný dokument, který by se týkal práce s dětmi a mládeží. Politiku vůči mládeži ve věku 15–25 let zahrnuje komunitární program Mládež, který je od října 2001 v plném rozsahu realizován i v České republice. 21. listopadu 2001 Evropská komise schválila Bílou knihu o mládeži.
V roce 1991 Rada Evropy přijala dokument „Charta účasti mládeže na životě obcí a regionů“.
Zákon o dětech a mládeži byl přijat ve Spolkové republice Německo. Zahrnuje i oblasti, které v Česku spadají do působnosti resortů práce a sociálních věcí (sociálně-právní ochrana dítěte, zák. 359/1999 Sb.) či zdravotnictví (hygienické podmínky na akcích pro děti a mládež, vyhl. 106/2001 Sb.).
V dalších zemích Evropské unie jsou v zákonech podobných názvů řešeny zpravidla dílčí problémy a otázky, jako např. vytvoření orgánů jako Národní výbor pro otázky mládeže nebo Národní rada mládeže.
Zákon o mládeži v roce 2001 rozpracovávalo a připravovalo i Slovensko a Maďarsko.